# Liste der Bodendenkmäler in Presseck
Auf dieser Seite sind die Bodendenkmäler in dem oberfränkischen Markt Presseck zusammengestellt. Diese Tabelle ist eine Teilliste der Liste der Bodendenkmäler in Bayern. Grundlage ist die Bayerische Denkmalliste, die auf Basis des Bayerischen Denkmalschutzgesetzes vom 1. Oktober 1973 erstmals erstellt wurde und seither durch das Bayerische Landesamt für Denkmalpflege geführt wird. Die folgenden Angaben ersetzen nicht die rechtsverbindliche Auskunft der Denkmalschutzbehörde.

## Bodendenkmäler in Presseck

### Bodendenkmäler in der Gemarkung Heinersreuth
| Lage                    | Objekt                                                                         | Akten-Nr.     | Bild |
| ----------------------- | ------------------------------------------------------------------------------ | ------------- | ---- |
| Heinersreuth (Standort) | Als Hohlweg ausgeprägter Altstraßenabschnitt des Mittelalters und der Neuzeit. | D-4-5735-0018 |      |

### Bodendenkmäler in der Gemarkung Presseck
| Lage                | Objekt | Akten-Nr.     | Bild |
| ------------------- | --- | ------------- | ---- |
| Presseck (Standort) | Untertägige Teile der spätmittelalterlichen Pfarrkirche Hl. Dreifaltigkeit in Presseck, vermutlich Fundamente mittelalterlicher Vorgängerbauten sowie Körpergräber des Mittelalters und der Neuzeit. | D-4-5735-0029 |      |

### Bodendenkmäler in der Gemarkung Rodecker Forst-West
| Lage                           | Objekt                                                       | Akten-Nr.     | Bild |
| ------------------------------ | ------------------------------------------------------------ | ------------- | ---- |
| Rodecker Forst-West (Standort) | Höhle vermutlich mit Funden vorgeschichtlicher Zeitstellung. | D-4-5735-0049 |      |

### Bodendenkmäler in der Gemarkung Schlackenreuth
| Lage                      | Objekt                       | Akten-Nr.     | Bild |
| ------------------------- | ---------------------------- | ------------- | ---- |
| Schlackenreuth (Standort) | Mittelalterlicher Burgstall. | D-4-5735-0012 |      |

### Bodendenkmäler in der Gemarkung Schwand
| Lage               | Objekt                       | Akten-Nr.     | Bild |
| ------------------ | ---------------------------- | ------------- | ---- |
| Schwand (Standort) | Mittelalterlicher Turmhügel. | D-4-5735-0011 |      |

### Bodendenkmäler in der Gemarkung Wartenfels
| Lage                  | Objekt | Akten-Nr.     | Bild |
| --------------------- | --- | ------------- | ---- |
| Wartenfels (Standort) | Mittelalterlicher Burgstall Wartenfels. | D-4-5734-0016 |      |
| Wartenfels (Standort) | Mittelalterlicher Turmhügel. | D-4-5734-0017 |      |
| Wartenfels (Standort) | Fundamente mittelalterlicher Vorgängerbauten der Pfarrkirche St. Bartholomäus in Wartenfels sowie Körpergräber des Mittelalters und der Neuzeit. | D-4-5734-0068 |      |
| Wartenfels (Standort) | Burgstall des Mittelalters. | D-4-5734-0148 |      |

### Bodendenkmäler in der Gemarkung Wildenstein
| Lage                   | Objekt | Akten-Nr.     | Bild |
| ---------------------- | --- | ------------- | ---- |
| Wildenstein (Standort) | Freilandstation des Paläolithikums.                                                                                    | D-4-5735-0016 |      |
| Wildenstein (Standort) | Mittelalterlicher Burgstall.                                                                                           | D-4-5835-0001 |      |
| Wildenstein (Standort) | Untertägige Teile des Waffenhammers sowie Fundamente abgegangener Gebäude vermutlich des Mittelalters und der Neuzeit. | D-4-5835-0098 |      |